# Индипендънт
„Индипендънт“ (на английски: The Independent, в превод Независим) е британски онлайн вестник, създаден през 1986 г. като национален сутрешен печатен вестник. Наречен с прякора „Инди“, той започва като ежедневно издание и се променя в таблоиден формат през 2003 г. Последното печатно издание е публикувано в събота, 26 март 2016 г., след което изданието преминава в цифров формат.
Вестникът е контролиран от ирландеца Тони О'Райли от 1997 г., докато е продаден на руския олигарх и бивш офицер от Комитета за държавна сигурност Александър Лебедев през 2010 г. През 2017 г. султан Мохамад Абулджадайел купува 30% от изданието.
„Индипендънт“ е отличен като „Национален вестник на годината“ за 2003 г. на Британските награди за преса през 2003 г.